# Liste der Monuments historiques in Savigneux (Ain)
Die Liste der Monuments historiques in Savigneux (Ain) führt die Monuments historiques in der französischen Gemeinde Savigneux auf.

## Liste der Bauwerke
| Bezeichnung     | Beschreibung              | Standort | Kennzeichnung | Schutzstatus | Datum | Bild           |
| --------------- | ------------------------- | -------- | ------------- | ------------ | ----- | -------------- |
| Schloss in Juis | Erbaut im 14. Jahrhundert | (Lage)   | PA00116577    | Inscrit      | 1984  | weitere Bilder |

## Liste der Objekte
- Monuments historiques (Objekte) in Savigneux (Ain) in der Base Palissy des französischen Kultusministeriums